# عسفيا
عسفيا (بالعبرية: עִסְפִיָא) هي بلدة ومجلس محلي ذات أغلبيًّة درزية في شمال إسرائيل. وتقع على جبل الكرمل، وهي جزء من منطقة حيفا، وفي عام 2003 تم دمج المجلس المحلي مع دالية الكرمل القريبة لتشكيل مدينة الكرمل. ومع ذلك، تم حل المدينة الجديدة في عام 2008 واستأنفت البلدتين وضعهما المستقل. في عام 2017 وصل عدد السكان إلى حوالي 10,543 نسمة وتعتبر اليوم واحدة من أكبر البلدات الدرزية في إسرائيل، وتضم البلدة على أقلية مسيحية ملحوظة ومُسلمة.

## التسمية
الاسم عسفيا مأخوذ من كلمة عسوف - «عسف الرياح»، حيث بنيت القرية على انقاض بلدة قديمة يقال أنها من العصر الروماني. في حين يُقال أن اسم البلدة يعود إلى «رجل عسوف» أي رجال ظالم، والعُسيَف هو الخادم، وعساف هو اسم رجال، والاسم العبري للبلدة «حوسيفا». وقرية عسفيا واحدة من قريتين اثنتين بقيتا من زمن الامراء اللبنانية في زمن الأمير فخر الدين المعني الثاني الذي حكم المنطقة قرابة 400 سنة.

## تاريخ
بُنيت عسفيا على أنقاض مستوطنة بيزنطية، وتم العثور على بقايا آثار صليبيَّة في القرية. في عام 1930 تم اكتشاف بقايا مدينة يهودية من القرن الخامس، «حوسيفا» في عسفيا. ومن بين الاكتشافات كان كنيس يهودي به أرضية فسيفسائية تحمل رموزًا يهودية ونقش «السلام على إسرائيل». تم العثور على مخبأ مكون من 4,500 قطعة ذهبية يعود تاريخها إلى العصر الروماني. وتم بناء مبنى يعود تاريخه إلى القرنين الثاني والرابع، إلى جانب الخزف والعملات المعدنية التي تعود إلى تلك الفترة.
تم ذكر عسفيا كجزء من مجال السلطان أثناء الهدنة بين الصليبيين في عكا وسلطان المماليك المنصور سيف الدين قلاوون في عام 1283. في القرن الثاني عشر سكن المدينة جماعات من المسيحيين، قدموا من رام الله وبيت لحم.

### العصر العثماني
تأسست عسفيا المُعاصرة في القرن السابع عشر، أيام فخر الدين المعني الثاني الذي أراد أن يكون جبل الكرمل مأهولاً بالسكان، على اعتبار أن هذا الجبل شكل حداً جنوبياً لإمارته. أحضر فخر الدين المعني الثاني السكان الموحدون الدروز، وتبعهم مجموعات أخرى من حلب وغيرها سكنت في عسفيا ودالية الكرمل، وحوالي عشر قرى أخرى في وديان ومرتفعات الكرمل. وكانت أوّلهم عائلة وهب من لبنان، ثم لحقت بهم عائلة منصور أيضاً من لبنان، ثم عائلة عزّام وعائلة صقر من لبنان، ثم لحقت بهم عائلة السّابا وعائلة أبو ركن وجميعهم قدموا من سوريا. وعمل السكان الدروز في استخراج زيت الزيتون والعسل والعنب.
كانت عسفيا واحدة من قريتين فقط بقيت على جبل الكرمل بعد طرد إبراهيم محمد علي باشا في عام 1841، في حين اختفت 17 قرية أخرى. يُعزى بقاء القرية جزئيًا إلى «الشجاعة الإستثنائية» للسكان، وجزئيًا لشراء الحماية من رئيس محلي وهو عقيل آغا. في عام 1859، قدّر القنصل الإنجليزي روجرز عدد السكان بحوالي 400 شخص، والذين قاموا بزراعة 20 فدانًا من الأرض. في عام 1863 زار المبشر هنري بيكر تريسترام القرية، ووصفها بأنها قرية درزية ومسيحية، ويرأسها شيخ مسيحي. لاحظ تريستام أن ملابس النساء في هذه القرية كانت تشبه إلى حد كبير ملابس قرية البصة، إما أنها «بسيطة أو مرقعة أو مطرزة بأشكال رائعة للغاية».
في عام 1870، اكتشف المستكشف الفرنسي فيكتور غرين أن القرية بها 600 نسمة، معظمهم من الموحدون الدروز، بإستثناء ستين شخصًا ينتمون إلى «كنيسة الروم الملكيين الكاثوليك». نمت الحدائق في جميع أنحاء القرية، وبدت بعض المنازل قديمة ومؤرخة، وقدر غيرين تاريخ هذه المنازل إلى العصور الوسطى أو حتى في وقت مبكر، من وقت الحروب الصليبية. وفي عام 1881 وصف صندوق استكشاف فلسطين بأن القرية تقف «على أعلى جزء من مستجمع الكرمل، وبالتالي كان أعلى منزل هو محطة مثلثية على التلال. إنها قرية متوسطة الحجم تتكون من المنازل الحجرية، والسكان جميعهم من الدروز. [..] أرض الذرة والزيتون تحيط بالأرض».
أظهرت قائمة السكان من حوالي عام 1887 أن عسفيا ضمت حوالي 555 نسمة. منهم 480 من الموحدون الدروز وحوالي 75 من المسيحيين الروم الكاثوليك. في حوالي عام 1890 قدم للسكن في عسفيا مجموعة من المسيحيين الموارنة، من صَربا الواقعة في قضاء صيدا آنذاك. وأستوطن السكان المسيحيين عسفيا منذ القرن الثامن عشر، وجاءوا إليها من منطقة بيت لحم ورام الله، ولا تزال قسماً من العائلات المسيحية في عسفيا تحمل اسم «تلحمي» نسبةً إلى مدينة بيت لحم.

### الإنتداب البريطاني

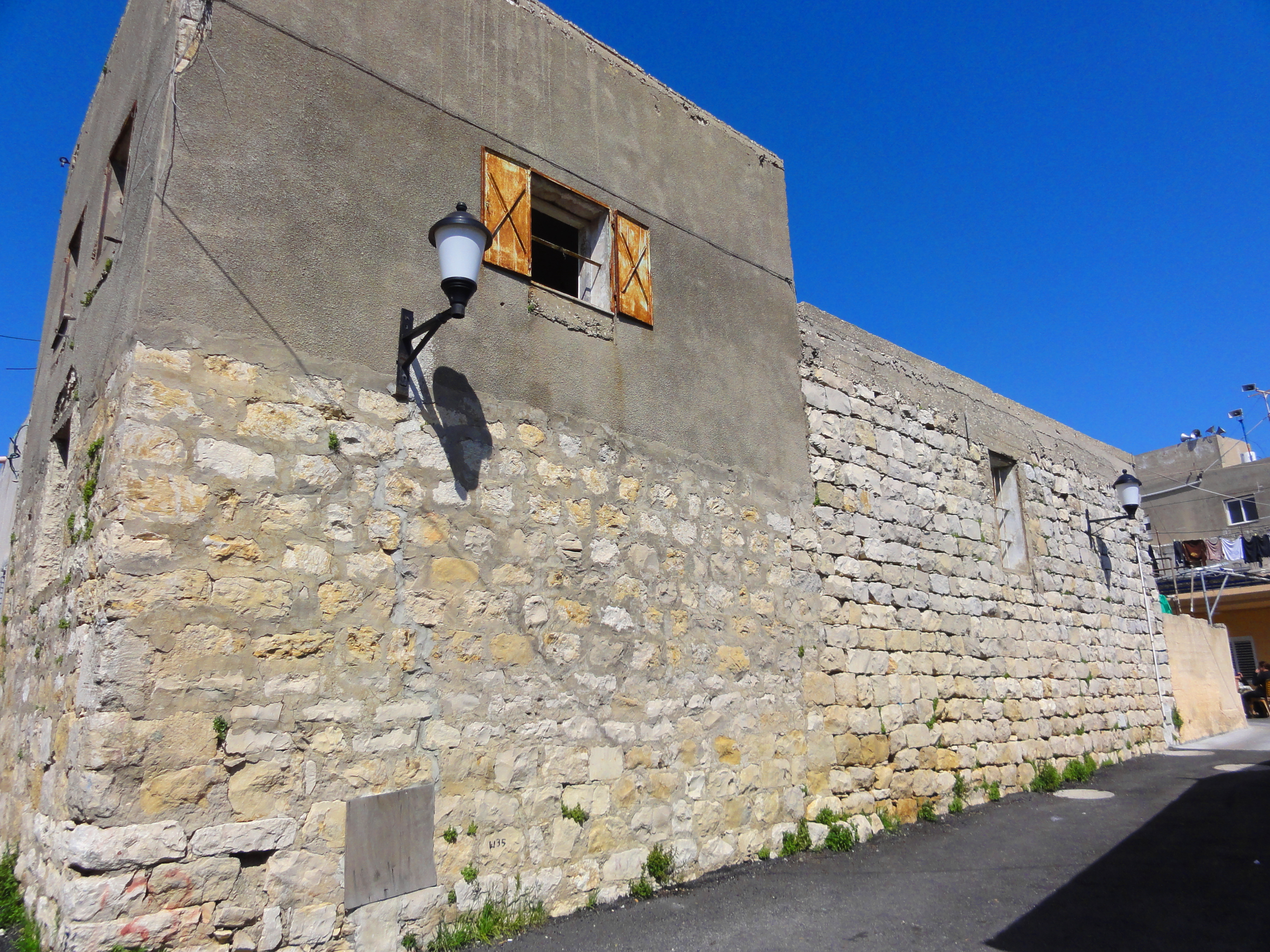
منزل قديم في البلدة القديمة في عسفيا.

في تعداد فلسطين 1922 الذي أجرته سلطات الانتداب البريطاني، كان عدد سكان عسفيا حوالي 733 نسمة؛ منهم 590 من الموحدون الدروز، وحوالي 17 مسلمًا وحوالي 126 مسيحيًا، وكان توزيع المسيحيون بين ستة من الأرثوذكس، وحوالي ستة من الرومان الكاثوليك، وحوالي 107 من الروم الملكيين الكاثوليك، وحوالي سبعة من الموارنة. في وقت تعداد 1931 كانت عسفيا تضم حوالي 251 منزلاً مسكوناً وبلغ عدد سكانها 742 من الدروز وحوالي 187 مسيحيًا وحوالي 176 مسلمًا؛ يُشكلون حوالي 1,105 نسمة. وشملت هذه القرية مواقع أصغر وهي خربة الدامون، ومزرعة شلالا والجلمة.
في إحصاءات عام 1945، كان عدد سكان عسفيا 1,790 نسمة. منهم حوالي 180 مسلمًا وحوالي 300 مسيحي وحوالي 1,310 مُصنفين على أنهم «آخرون»، أي دُروز. بينما كانت مساحة الأرض 46,905 دونم، طبقًا لمسح رسمي للأراضي والسكان ومن هذا، تم تخصيص 1,103 دونم للمزارع والأراضي الصالحة للري، وحوالي 17,357 للحبوب، في حين تم البناء في 74 دونماً.
خلال الثورة العربية في عام 1936 وعام 1939، دعم القرويون في البداية جماعة متمردة محلية بقيادة يوسف أبو درة. ومع ذلك بعد اختطاف وقتل القادة المحليين، تحولت الشخصيات البارزة إلى دعم البريطانيين، الذين بتدمير العصابة. تم إنشاء قوة للدفاع عن النفس من الدروز والتي تلقت أسلحة من البريطانيين ونسّقت في بعض الأحيان أنشطتها مع القوات اليهودية المحلية.
خلال حرب التطهير العرقي لفلسطين 1947–1948، تعرض الدروز في فلسطين الانتدابية لضغوط من كل من قبل قيادات اليشوف اليهودية واللجنة العربية العليا، ووجدوا صعوبة في تكوين رأي حول الصراع بين اليهود والفلسطينيين. زار قادة المجتمع الدرزي من الدول المجاورة قرى الدروز في فلسطين ونادوا بالحياد. خلال الأيام الأولى للنزاع، عُقد اجتماع لجميع القادة الدروز من جميع القرى الدرزيَّة في دالية الكرمل، حيث اتفقوا جميعًا على عدم المشاركة في أعمال الشغب التي أشعلتها اللجنة العربية العليا. أيد هذا القرار قادة الدروز في جبل الدروز. داخل المجتمع الدرزي، كانت هناك اتجاهات متعارضة: في القرى المختلطة الدرزية التي تضم مجتمعات إسلامية ومسيحية مثل عسفيا وشفاعمرو والمغار، حيث كانت هناك نزاعات طائفية قديمة بين الدروز والمُسلمين، وفي القرى الدرزية بالقرب من حيفا والمستوطنات اليهودية في الجليل الغربي، مال زعماء الدروز المحليين إلى تفضيل اليهود في النزاع؛ في حين في القرى الدرزيَّة الواقعة في المناطق العربية، كان القادة المحليون أكثر حذراً بدعم اليهود. كلف جوش بالمون من قبل الوكالة اليهودية لإسرائيل لإدارة العلاقة مع الدروز. وقاد في البداية مقاربة وقائية مع الدروز، والتي هدفت إلى التأكد من أن الدروز لن ينضموا إلى اللجنة العربية العليا.

### ما بعد 1948
على الرغم من أن معظم سكان عسفيا هم في الغالب من الموحدون الدروز، يعيش عدد من اليهود هناك وفي قرى درزية أخرى بسبب انخفاض معدلات الإيجار في هذه البلدات. في سنة 2003، تم دمج عسفيا مع بلدة دالية الكرمل لتتكون بعد الدمج مدينة الكرمل، وفي سنة 2008 تم فك الدمج لتعود دالية الكرمل وعسفيا إلى وضع مجالس محليّة.

## المناخ
| البيانات المناخية لـعسفيا         | البيانات المناخية لـعسفيا | البيانات المناخية لـعسفيا | البيانات المناخية لـعسفيا | البيانات المناخية لـعسفيا | البيانات المناخية لـعسفيا | البيانات المناخية لـعسفيا | البيانات المناخية لـعسفيا | البيانات المناخية لـعسفيا | البيانات المناخية لـعسفيا | البيانات المناخية لـعسفيا | البيانات المناخية لـعسفيا | البيانات المناخية لـعسفيا | البيانات المناخية لـعسفيا |
| الشهر                             | يناير                     | فبراير                    | مارس                      | أبريل                     | مايو                      | يونيو                     | يوليو                     | أغسطس                     | سبتمبر                    | أكتوبر                    | نوفمبر                    | ديسمبر                    | المعدل السنوي             |
| --------------------------------- | ------------------------- | ------------------------- | ------------------------- | ------------------------- | ------------------------- | ------------------------- | ------------------------- | ------------------------- | ------------------------- | ------------------------- | ------------------------- | ------------------------- | ------------------------- |
| متوسط درجة الحرارة الكبرى °م (°ف) | 14.8 (58.6)               | 15.5 (59.9)               | 17.7 (63.9)               | 21.6 (70.9)               | 26.2 (79.2)               | 28.2 (82.8)               | 29.5 (85.1)               | 30.1 (86.2)               | 28.6 (83.5)               | 26.8 (80.2)               | 22.6 (72.7)               | 17.1 (62.8)               | 23.2 (73.8)               |
| المتوسط اليومي °م (°ف)            | 11.3 (52.3)               | 11.8 (53.2)               | 13.2 (55.8)               | 16.3 (61.3)               | 20.6 (69.1)               | 23.1 (73.6)               | 24.8 (76.6)               | 25.4 (77.7)               | 24 (75)                   | 21.9 (71.4)               | 18.1 (64.6)               | 13.4 (56.1)               | 18.7 (65.6)               |
| متوسط درجة الحرارة الصغرى °م (°ف) | 7.8 (46.0)                | 8.2 (46.8)                | 8.8 (47.8)                | 11.1 (52.0)               | 15.1 (59.2)               | 18.1 (64.6)               | 20.1 (68.2)               | 20.8 (69.4)               | 19.5 (67.1)               | 17.1 (62.8)               | 13.7 (56.7)               | 9.8 (49.6)                | 14.2 (57.5)               |
| الهطول مم (إنش)                   | 184 (7.2)                 | 128 (5.0)                 | 79 (3.1)                  | 26 (1.0)                  | 8 (0.3)                   | 0 (0)                     | 0 (0)                     | 0 (0)                     | 2 (0.1)                   | 20 (0.8)                  | 91 (3.6)                  | 151 (5.9)                 | 689 (27.1)                |
| المصدر:                           |                           |                           |                           |                           |                           |                           |                           |                           |                           |                           |                           |                           |                           |

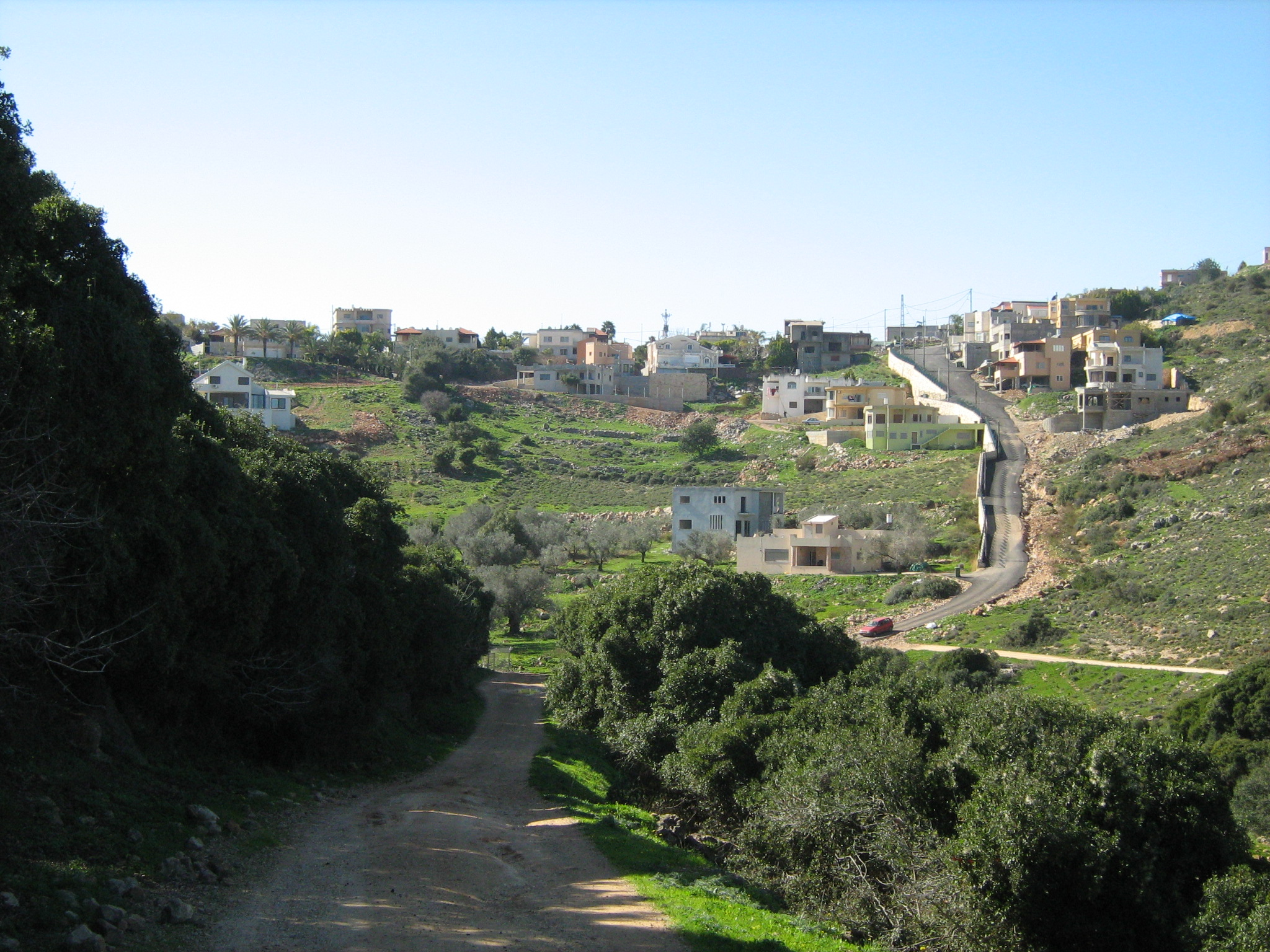
منظر طبيعي في عسفيا.

تقع عسفيا على قمة جبل الكرمل على ارتفاع 540 متر عن سطح البحر، والمناخ يعد معتدل، حيث في الصيف تصل درجة الحرارة أقصاها عندما يكون الطقس جاف وحار إلى 35 درجة (مرة كل 3-4 سنوات)، وفي الشتاء تصل درجة الحرارة إلى 1-2 درجة
وكل 3-4 سنوات تتساقط الثلوج لمدة يومين أو ثلاثة في الشتاء.

## حدود عسفيا
- من الشرق جبل الكرمل
- من الجنوب بلدة دالية الكرمل
- من الشمال جبل وبعد الجبل مدينة حيفا
- من الغرب سفح جبل الكرمل وبعده البحر الأبيض المتوسط وقرية عين حوض

## السكان

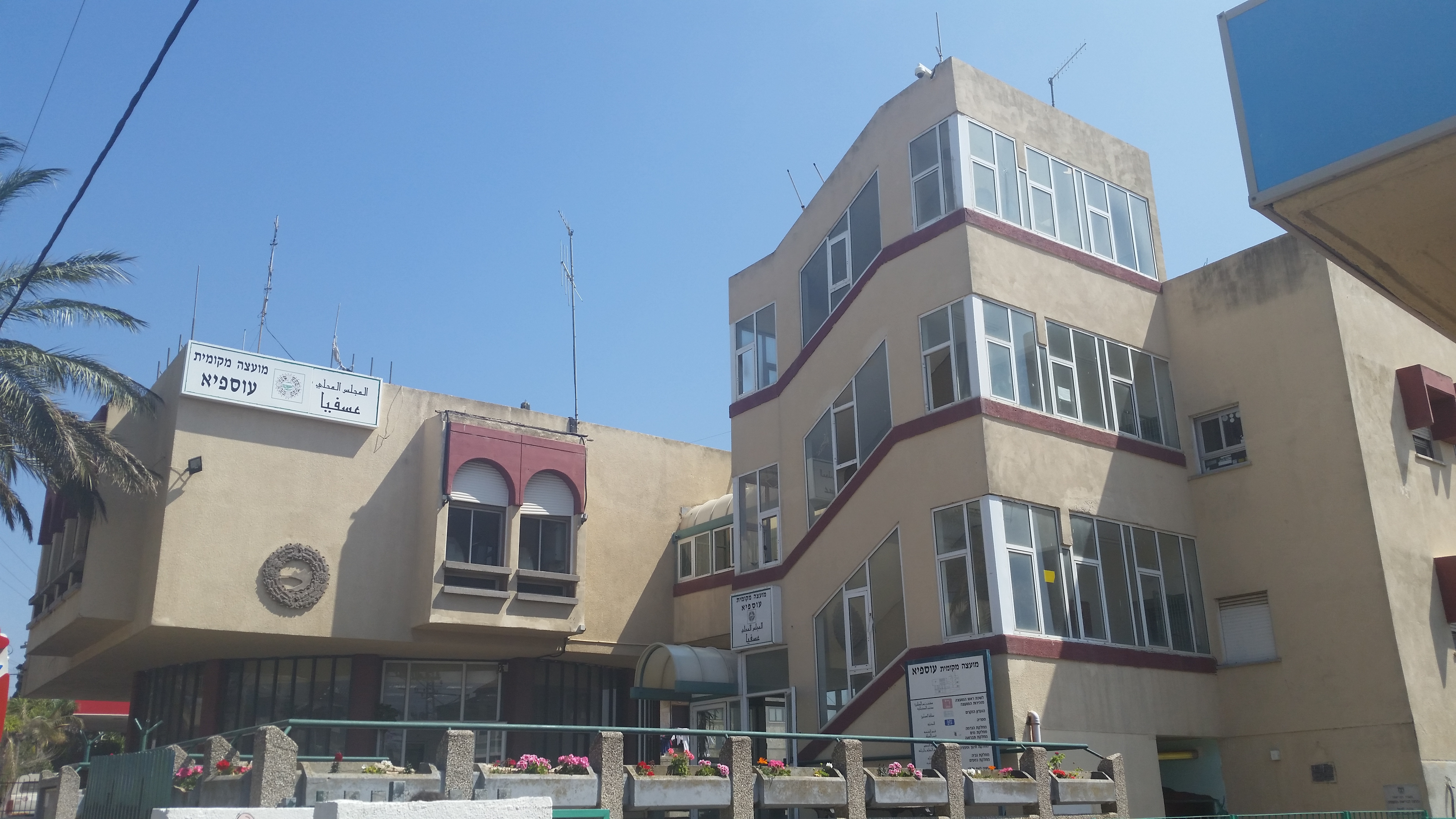
مبنى المجلس المحلي في عسفيا.

في عام 2017 وصل تعداد السكان إلى حوالي 10.5 ألف نسمة، في عام 2016 كان حوالي 77.1% من سكان البلدة من الموحدون الدروز، وحوالي 13.6% من المسيحيين وحوالي 9.1% من المسلمين ومعظمهم من البدو، وعدد قليل من الأسر اليهودية أو طلاب مستأجرين يدرسون في جامعة حيفا. من العائلات الدرزية البارزة في البلدة هي أبو ركن، وأبو سعدة، وأبو فارس، وحسون، وحمدان، وسابا، وشروف، وصقر، وعزام، وصنامن، وقعبور، وقنطار، وكيّوف، ومنصور، وغيرها. وفي عسفيا ثلاثة خلوات درزية ومقام «سيدنا أبو عبد الله».
معظم مسيحيي البلدة من طائفة الروم الملكيين الكاثوليك إلى جانب أقلية تتبع الكنيسة المارونية. وللروم الكاثوليك في عسفيا كنيسة تحمل اسم كنيسة مار إلياس، وللموارنة في عسفيا كنيسة تحمل اسم كنيسة مار شاربل، بُنيت عام 1972 على ارض تبلغ مساحتها 900 متراً مربعاً، وكانوا قد اشتروها من راهبات الكرمل مار يوسف. ومن العائلات المارونية في عسفيا: مارون، وهي أكبرها، ثم روحانا وقعبور، وهلّون.
في عام 2017 نما عدد السكان بمعدل نمو سنوي بلغ 1.8%. وكانت في المرتبة الرابعة من أصل عشرة في المؤشر الاجتماعي-الاقتصادي في عام 2015. في عام 2021 بلغ عدد السكان 12,746 نسمة، 6,419 ذكر و6,327 أنثى. 98.3% من السكان هم عرب، 9.4% مسلمون، 13.7% مسيحيون، و76.7% دروز.  وبلغت نسبة المؤهلين للحصول على شهادة الثانوية العامة أو البجروت بين طلاب الصف الثاني عشر بين عام 2016 وعام 2017 حوالي 76.9%. وإرتفعت هذه النسبة في عام 2021 لتصل إلى 85.2%.  وكان متوسط الراتب الشهري للسكان في نهاية عام 2016 هو 7,621 شيكل جديد بالمقارنة مع المتوسط الوطني حوالي 8,913 شيكل جديد. وبحسب إحصائيات عام 2021، فقد كان الراتب المتوسط للذكور هو 11,353 شاقل بينما الإناث 5,483 شاقل. 

## معالم

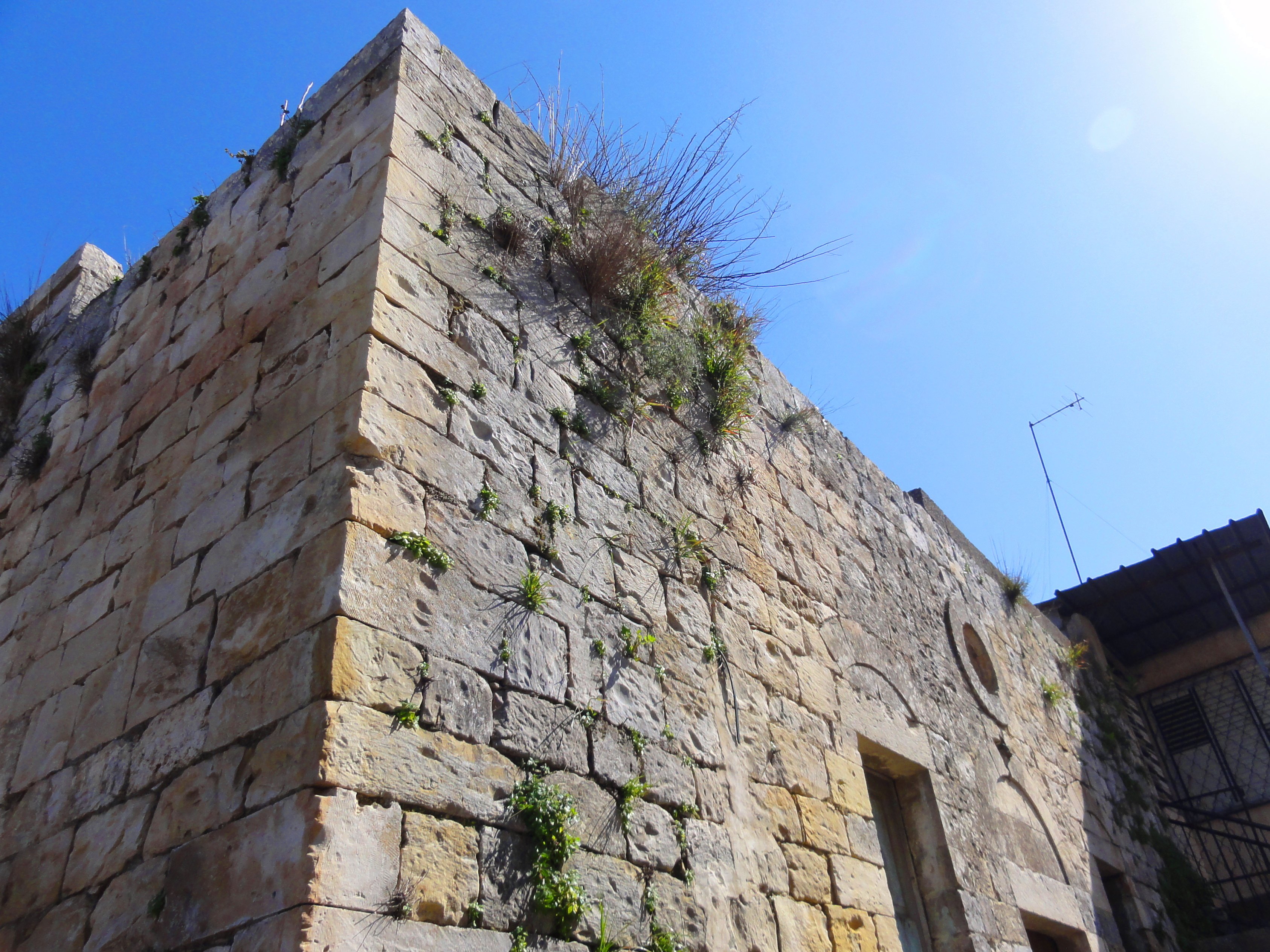
الكنيسة القديمة في عسفيا.

يقع قبر أبو عبد الله في عسفيا، كان أبو عبد الله أحد القادة الدينيين الثلاثة الذين اختارهم الخليفة الحاكم بأمر الله عام 996م لإعلان العقيدة الدرزية، ويُقال إنه أول قاضٍ درزي. يقوم الدروز بزيارة سنوية لهذا الضريح في 15 نوفمبر.

### الاثار
علماء الآثار يقولون ان المكان كان مسكونا كل الوقت ومرت به عدة شعوب منذ فترة البرونزية، خلال فترة الهيكل الثاني كانوا في المكان يهود بالقرية هناك كثير من الاماكن الاثرية. هناك كنيسة رومانية تعود إلى سنة 340 م وهناك كنيس يهودي ووجد فيه لوحة فسيفساء يقال أنها من قبل 3000 سنة.

## ثقافة

### العلوم
انضمت عسفيا إلى جانب دالية الكرمل ويوكنعام عيليت ومجلس مجيدو الإقليمي متنزه الكرمل ميفو اليهودي والعربي الصناعي، للاستفادة من منتزه التكنولوجيا العالية.

## معرض الصور

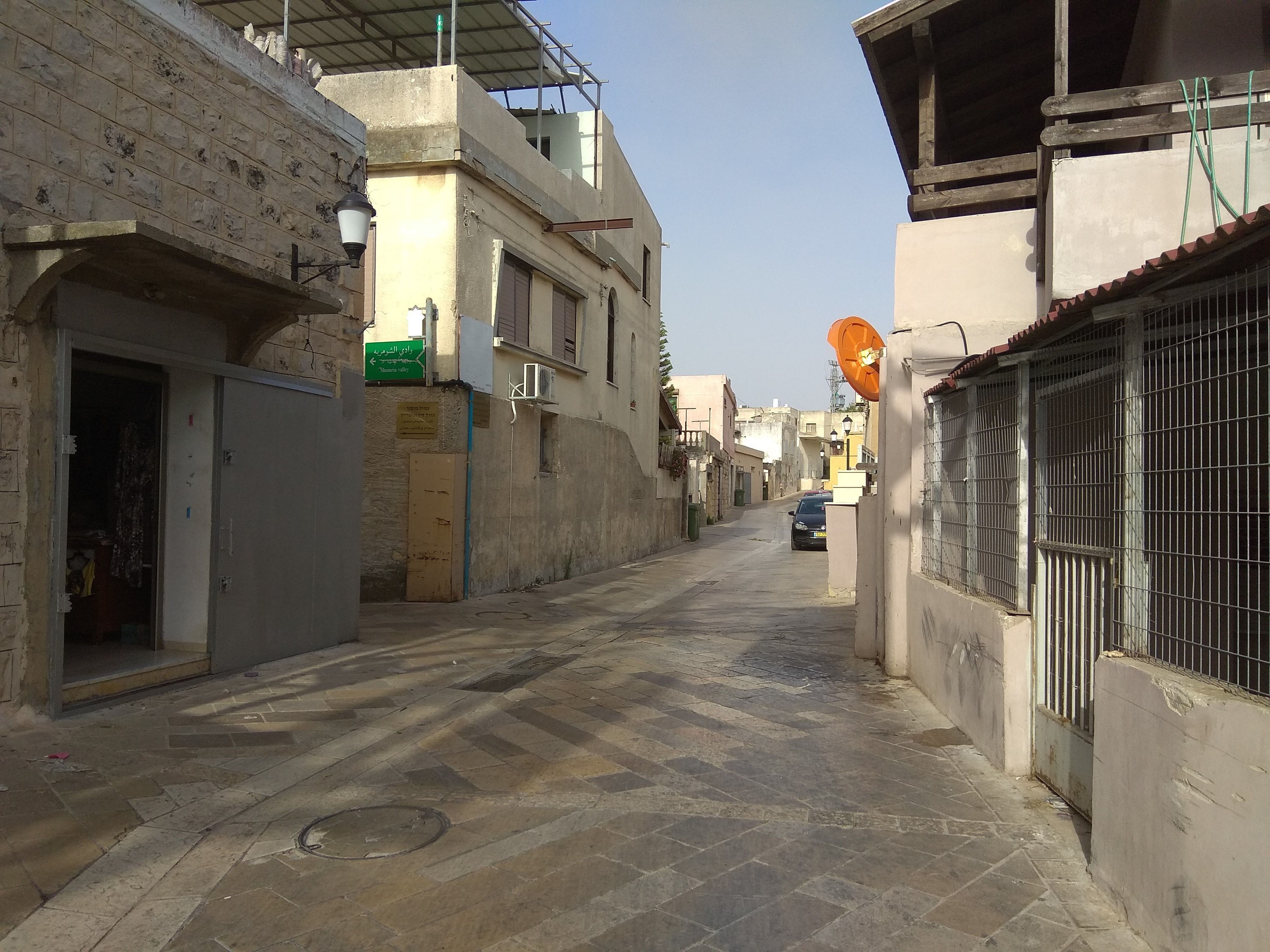
البلدة القديمة في عسفيا
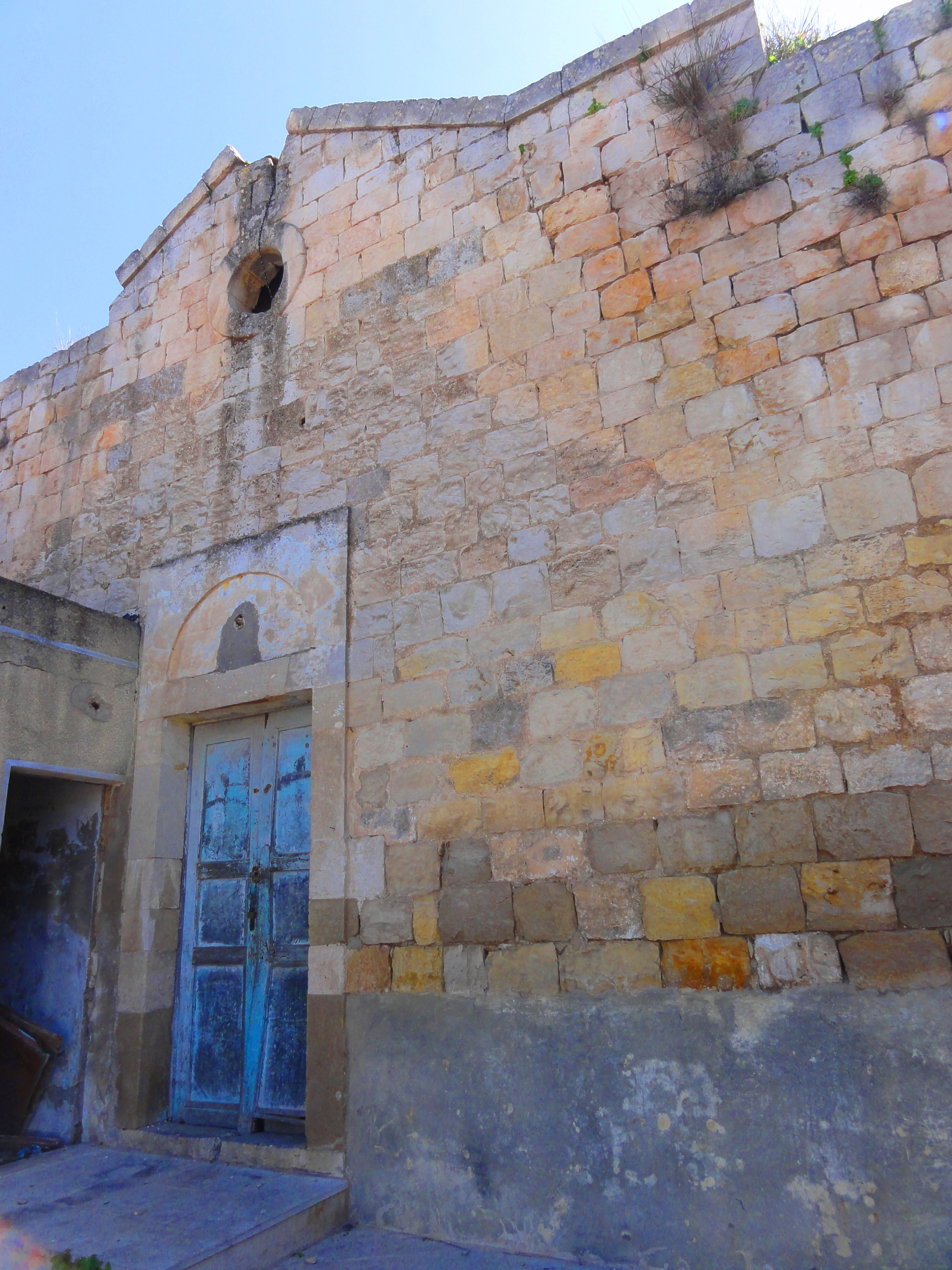
الكنيسة القديمة في عسفيا
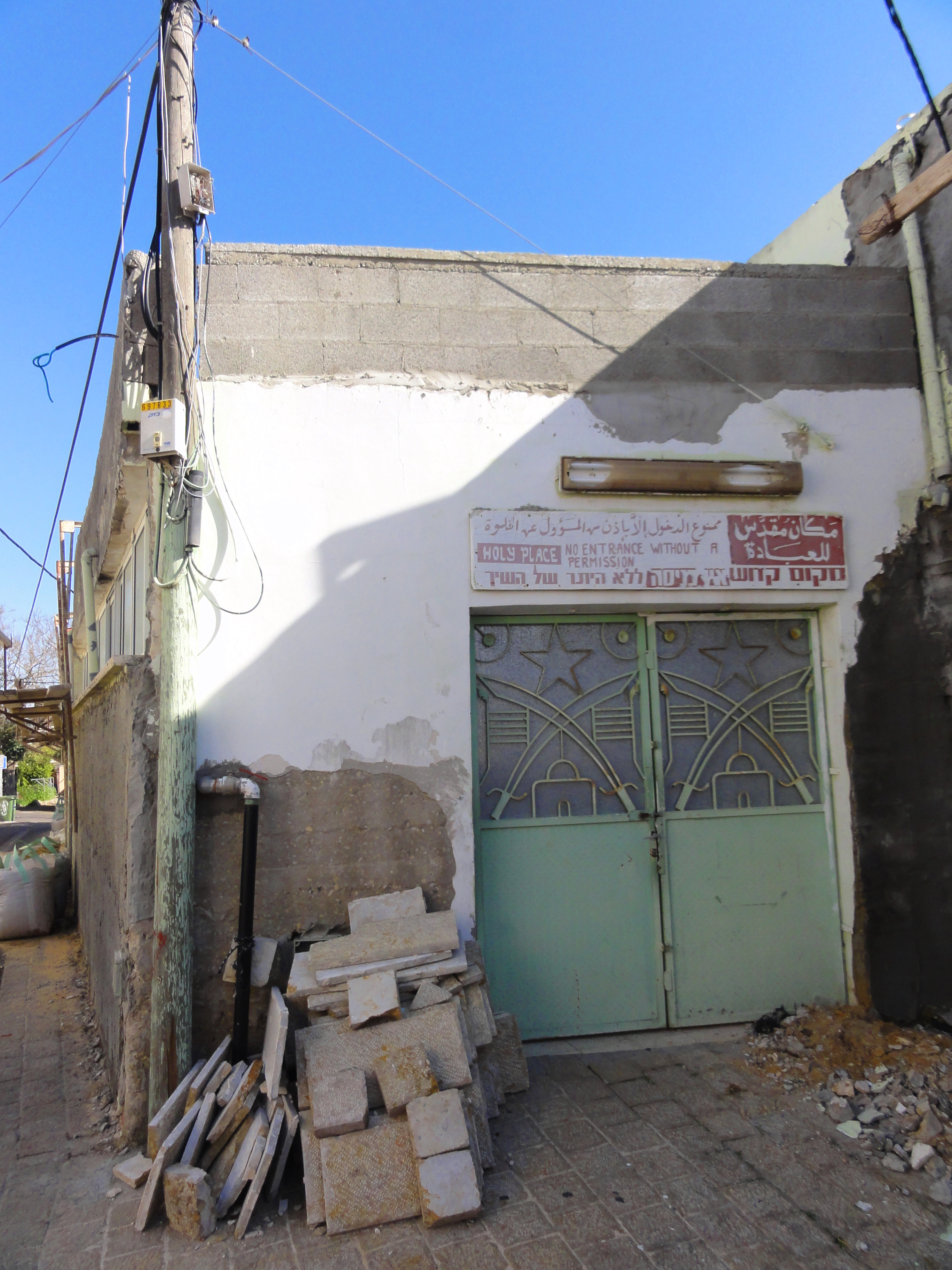
خلوة درزية في عسفيا
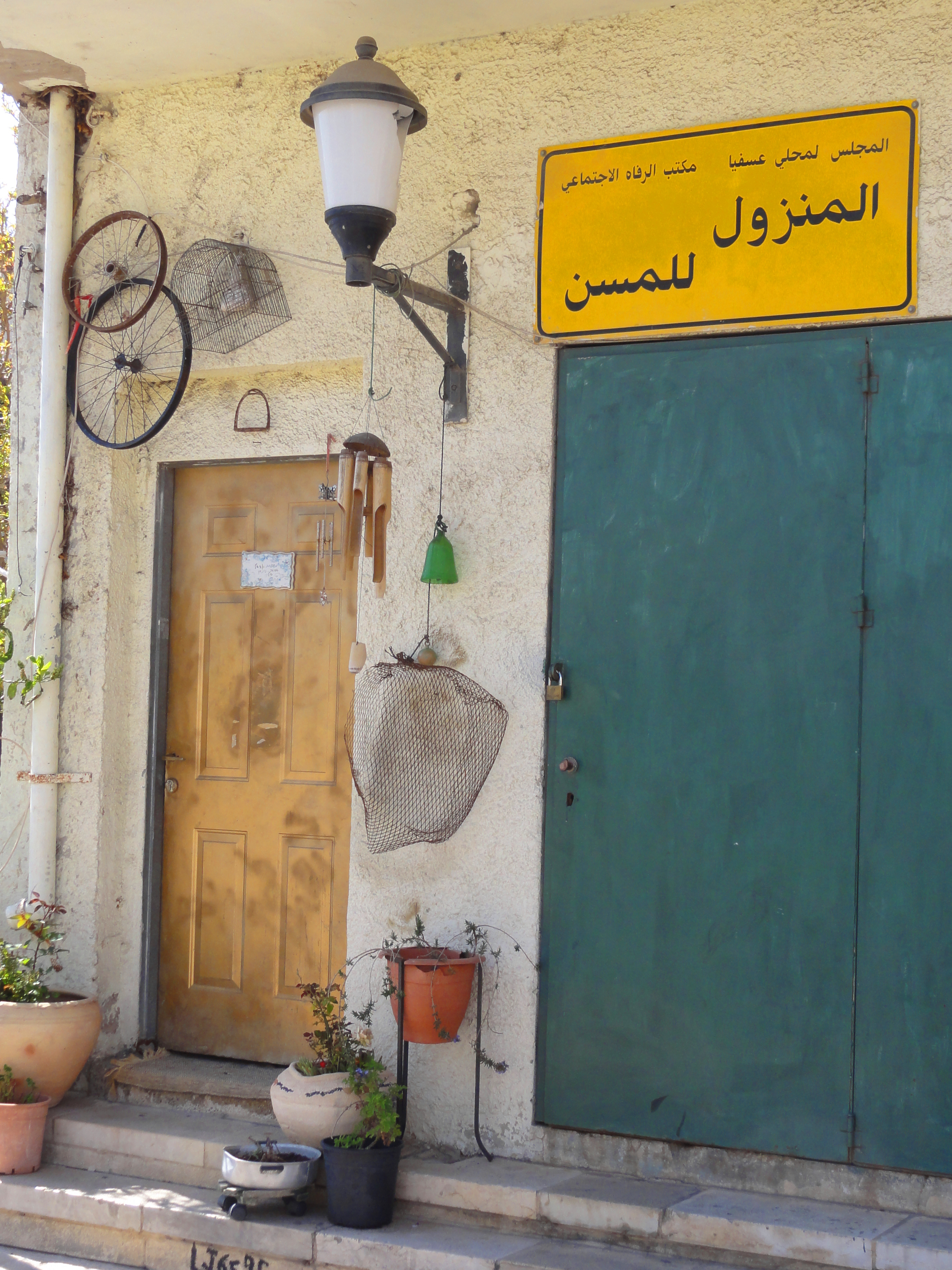
البلدة القديمة في عسفيا
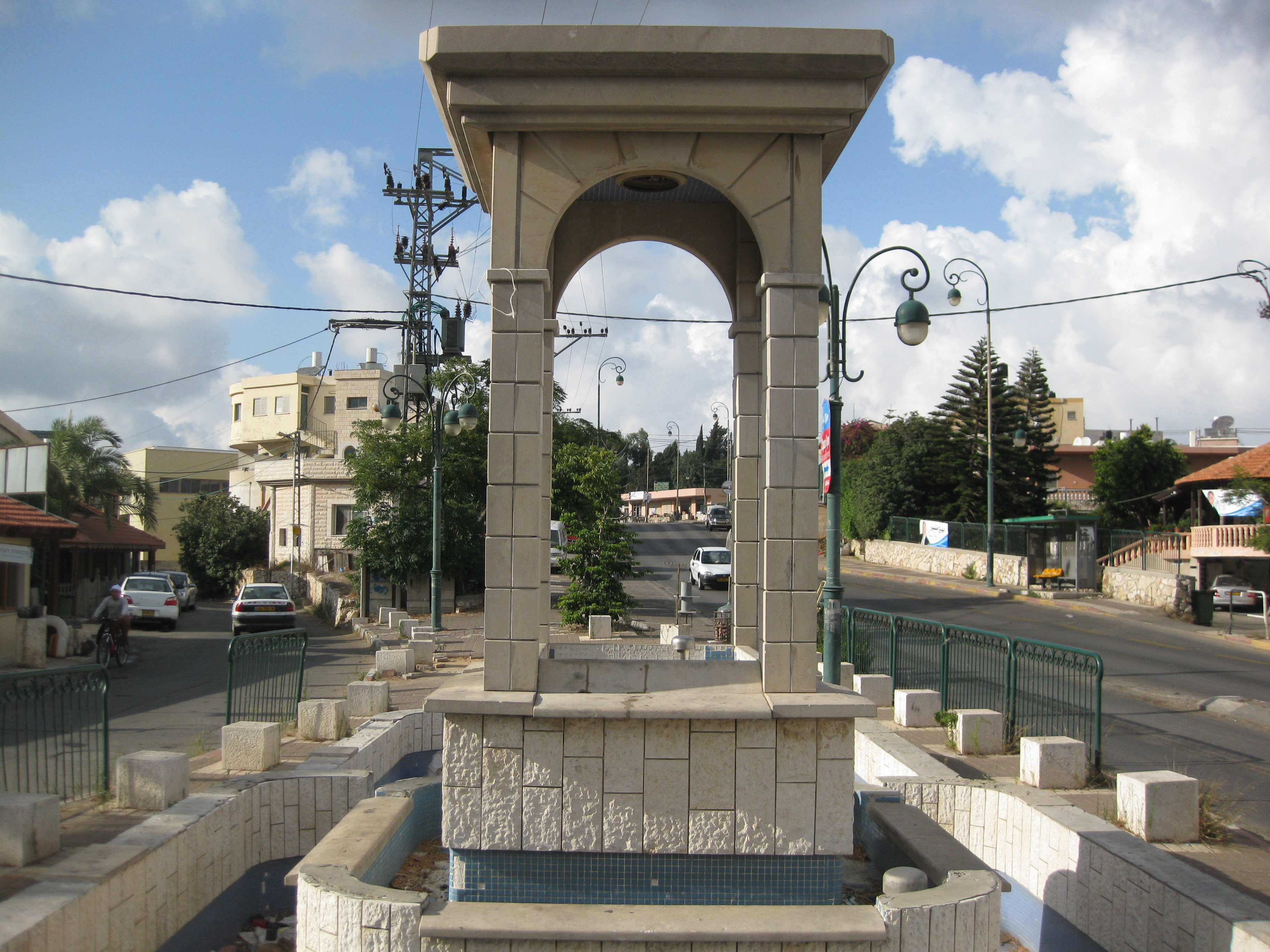
مركز البلدة